# Catoeme
Catoeme is een kevergeslacht uit de familie van de boktorren (Cerambycidae). De wetenschappelijke naam van het geslacht werd voor het eerst geldig gepubliceerd in 1908 door Aurivillius.

## Soorten
Catoeme omvat de volgende soorten:
- Catoeme brincki Tippmann, 1959
- Catoeme tessellata Aurivillius, 1908